# Oxalis chapmaniae
Oxalis chapmaniae är en harsyreväxtart som beskrevs av Arthur Wallis Exell. Oxalis chapmaniae ingår i släktet oxalisar, och familjen harsyreväxter. Inga underarter finns listade i Catalogue of Life.